# Войновиці (Лещинський повіт)
Войновиці (пол. Wojnowice, нім. Schwedengrund) — село в Польщі, у гміні Осечна Лещинського повіту Великопольського воєводства.
Населення — 318 осіб (2011).
У 1975-1998 роках село належало до Лешненського воєводства.

## Демографія
Демографічна структура станом на 31 березня 2011 року:
|          | Загалом | Допрацездатний вік | Працездатний вік | Постпрацездатний вік |
| -------- | ------- | ------------------ | ---------------- | -------------------- |
| Чоловіки | 170     | 36                 | 121              | 13                   |
| Жінки    | 148     | 26                 | 98               | 24                   |
| Разом    | 318     | 62                 | 219              | 37                   |